# Шарлотта (велика герцогиня Люксембургу)
Шарлотта, повне ім'я Шарлотта Альдегонда Еліза Марія Вільгельміна (люксемб. D'Charlotte Adelgonde Elisabeth Marie Wilhelmine vu Lëtzebuerg); 23 січня 1896, Замок Берг, Люксембург — 9 липня 1985) — велика герцогиня Люксембургу з 1919 по 1964 рік.

## Біографія
Дочка великого герцога Люксембурзького  Вільгельма IV та  Марії Анни Португальської.
Шарлотта стала на чолі держави 15 січня 1919 року після зречення старшої сестри Марії Аделаїди. Під час референдуму 28 вересня 1919 року, що стосувався нової конституції, 77,8% населення Люксембургу проголосували за продовження велико-герцогської монархії із Шарлоттою як главою держави. З прийняттям конституції влада монарха дістала чітке регламентування.
6 листопада 1919 року Шарлотта одружилася з Феліче Бурбон-Пармським (1893—1970), принцом Пармським, сином Роберта І Пармського. Подружжя мало дітей:
- Жан (1921—2019)
- Єлизавета (1922—2011)
- Марія Аделаїда (1924—2007)
- Марія Габріелла (нар. 1925)
- Карл (1927—1977)
- Алікс (нар. 1929), одружена з Антуаном, 13-м принцом де Лінь (1925—2005).

Під час Другої світової війни правляче сімейство покинуло Люксембург незадовго до німецької окупації і оселилося в Монреалі. 1943 року велика герцогиня Шарлота оселилася в Лондоні, звідки керувала Люксембурзьким урядом. Улюблена народом, вона стала символом опору держави. Повернувшись в країну в квітні 1945 року, здійснила поїздку регіонами, постраждалими у війні. 1956 року Шарлотта отримала від Папи Римського Пія XII Золоту троянду. Це штучна троянда з пелюстками із золота, якою Папа Римський рідко і у виняткових випадках нагороджує католицьких принцес і жінок-монархів.
12 листопада 1964 року велика герцогиня Шарлота зреклася престолу на користь старшого сина Жана. 1969 року Шарлотта і принц Феліче відсвяткували 50-річчя спільного життя. Принц помер рік по тому. Останній раз Шарлотта з'явилася на публіці в травні 1985 року на зустрічі з папою римським Іоанном Павлом II. Вона померла 9 липня 1985 року і похована в усипальниці собору Нотр-Дам де Люксембург.
З її смертю припинила існування Нассауська династія Люксембургу. Попри це, її нащадки зберегли титул Нассау, хоча належать до  Пармських Бурбонів.

## Генеалогія
| Вільгельм Нассауський | Вільгельм Нассауський | Вільгельм Нассауський | Вільгельм Нассауський | Вільгельм Нассауський | Вільгельм Нассауський |          |          | Луїза Саксен-Хільдбурґхаузенська | Луїза Саксен-Хільдбурґхаузенська | Луїза Саксен-Хільдбурґхаузенська | Луїза Саксен-Хільдбурґхаузенська | Луїза Саксен-Хільдбурґхаузенська | Луїза Саксен-Хільдбурґхаузенська |              |              | Фрідріх Август Ангальт-Дессау | Фрідріх Август Ангальт-Дессау | Фрідріх Август Ангальт-Дессау | Фрідріх Август Ангальт-Дессау | Фрідріх Август Ангальт-Дессау | Фрідріх Август Ангальт-Дессау |                           |                           | Марія Луїза Гессен-Кассельська | Марія Луїза Гессен-Кассельська | Марія Луїза Гессен-Кассельська | Марія Луїза Гессен-Кассельська | Марія Луїза Гессен-Кассельська | Марія Луїза Гессен-Кассельська |  |  | Жуан VI | Жуан VI | Жуан VI | Жуан VI | Жуан VI | Жуан VI |         |         | Карлота Жоакіна Іспанська | Карлота Жоакіна Іспанська | Карлота Жоакіна Іспанська | Карлота Жоакіна Іспанська | Карлота Жоакіна Іспанська | Карлота Жоакіна Іспанська |                          |                          | Костянтин цу Льовенштайн-Вертхайм-Розенберг | Костянтин цу Льовенштайн-Вертхайм-Розенберг | Костянтин цу Льовенштайн-Вертхайм-Розенберг | Костянтин цу Льовенштайн-Вертхайм-Розенберг | Костянтин цу Льовенштайн-Вертхайм-Розенберг | Костянтин цу Льовенштайн-Вертхайм-Розенберг |                                |                                | Агнеса Гогенлое-Лангенбурзька  | Агнеса Гогенлое-Лангенбурзька  | Агнеса Гогенлое-Лангенбурзька | Агнеса Гогенлое-Лангенбурзька | Агнеса Гогенлое-Лангенбурзька | Агнеса Гогенлое-Лангенбурзька |  |  |
| Вільгельм Нассауський | Вільгельм Нассауський | Вільгельм Нассауський | Вільгельм Нассауський | Вільгельм Нассауський | Вільгельм Нассауський |          |          | Луїза Саксен-Хільдбурґхаузенська | Луїза Саксен-Хільдбурґхаузенська | Луїза Саксен-Хільдбурґхаузенська | Луїза Саксен-Хільдбурґхаузенська | Луїза Саксен-Хільдбурґхаузенська | Луїза Саксен-Хільдбурґхаузенська |              |              | Фрідріх Август Ангальт-Дессау | Фрідріх Август Ангальт-Дессау | Фрідріх Август Ангальт-Дессау | Фрідріх Август Ангальт-Дессау | Фрідріх Август Ангальт-Дессау | Фрідріх Август Ангальт-Дессау |                           |                           | Марія Луїза Гессен-Кассельська | Марія Луїза Гессен-Кассельська | Марія Луїза Гессен-Кассельська | Марія Луїза Гессен-Кассельська | Марія Луїза Гессен-Кассельська | Марія Луїза Гессен-Кассельська |  |  | Жуан VI | Жуан VI | Жуан VI | Жуан VI | Жуан VI | Жуан VI |         |         | Карлота Жоакіна Іспанська | Карлота Жоакіна Іспанська | Карлота Жоакіна Іспанська | Карлота Жоакіна Іспанська | Карлота Жоакіна Іспанська | Карлота Жоакіна Іспанська |                          |                          | Костянтин цу Льовенштайн-Вертхайм-Розенберг | Костянтин цу Льовенштайн-Вертхайм-Розенберг | Костянтин цу Льовенштайн-Вертхайм-Розенберг | Костянтин цу Льовенштайн-Вертхайм-Розенберг | Костянтин цу Льовенштайн-Вертхайм-Розенберг | Костянтин цу Льовенштайн-Вертхайм-Розенберг |                                |                                | Агнеса Гогенлое-Лангенбурзька  | Агнеса Гогенлое-Лангенбурзька  | Агнеса Гогенлое-Лангенбурзька | Агнеса Гогенлое-Лангенбурзька | Агнеса Гогенлое-Лангенбурзька | Агнеса Гогенлое-Лангенбурзька |  |  |
|                       |                       |                       |                       |                       |                       |          |          |                                  |                                  |                                  |                                  |                                  |                                  |              |              |                               |                               |                               |                               |                               |                               |                           |                           |                                |                                |                                |                                |                                |                                |  |  |         |         |         |         |         |         |         |         |                           |                           |                           |                           |                           |                           |                          |                          |                                             |                                             |                                             |                                             |                                             |                                             |                                |                                |                                |                                |                               |                               |                               |                               |  |  |
|                       |                       |                       |                       | Адольф I              | Адольф I              | Адольф I | Адольф I | Адольф I                         | Адольф I                         |                                  |                                  |                                  |                                  |              |              |                               |                               |                               |                               | Адельгейда Ангальт-Дессау     | Адельгейда Ангальт-Дессау     | Адельгейда Ангальт-Дессау | Адельгейда Ангальт-Дессау | Адельгейда Ангальт-Дессау      | Адельгейда Ангальт-Дессау      |                                |                                |                                |                                |  |  |         |         |         |         | Мігел I | Мігел I | Мігел I | Мігел I | Мігел I                   | Мігел I                   |                           |                           |                           |                           |                          |                          |                                             |                                             |                                             |                                             | Аделаїда Льовенштайн-Розенберг              | Аделаїда Льовенштайн-Розенберг              | Аделаїда Льовенштайн-Розенберг | Аделаїда Льовенштайн-Розенберг | Аделаїда Льовенштайн-Розенберг | Аделаїда Льовенштайн-Розенберг |                               |                               |                               |                               |  |  |
|                       |                       |                       |                       | Адольф I              | Адольф I              | Адольф I | Адольф I | Адольф I                         | Адольф I                         |                                  |                                  |                                  |                                  |              |              |                               |                               |                               |                               | Адельгейда Ангальт-Дессау     | Адельгейда Ангальт-Дессау     | Адельгейда Ангальт-Дессау | Адельгейда Ангальт-Дессау | Адельгейда Ангальт-Дессау      | Адельгейда Ангальт-Дессау      |                                |                                |                                |                                |  |  |         |         |         |         | Мігел I | Мігел I | Мігел I | Мігел I | Мігел I                   | Мігел I                   |                           |                           |                           |                           |                          |                          |                                             |                                             |                                             |                                             | Аделаїда Льовенштайн-Розенберг              | Аделаїда Льовенштайн-Розенберг              | Аделаїда Льовенштайн-Розенберг | Аделаїда Льовенштайн-Розенберг | Аделаїда Льовенштайн-Розенберг | Аделаїда Льовенштайн-Розенберг |                               |                               |                               |                               |  |  |
|                       |                       |                       |                       |                       |                       |          |          |                                  |                                  |                                  |                                  |                                  |                                  |              |              |                               |                               |                               |                               |                               |                               |                           |                           |                                |                                |                                |                                |                                |                                |  |  |         |         |         |         |         |         |         |         |                           |                           |                           |                           |                           |                           |                          |                          |                                             |                                             |                                             |                                             |                                             |                                             |                                |                                |                                |                                |                               |                               |                               |                               |  |  |
|                       |                       |                       |                       |                       |                       |          |          |                                  |                                  |                                  |                                  | Вільгельм IV                     | Вільгельм IV                     | Вільгельм IV | Вільгельм IV | Вільгельм IV                  | Вільгельм IV                  |                               |                               |                               |                               |                           |                           |                                |                                |                                |                                |                                |                                |  |  |         |         |         |         |         |         |         |         |                           |                           |                           |                           | Марія Анна Португальська  | Марія Анна Португальська  | Марія Анна Португальська | Марія Анна Португальська | Марія Анна Португальська                    | Марія Анна Португальська                    |                                             |                                             |                                             |                                             |                                |                                |                                |                                |                               |                               |                               |                               |  |  |
|                       |                       |                       |                       |                       |                       |          |          |                                  |                                  |                                  |                                  | Вільгельм IV                     | Вільгельм IV                     | Вільгельм IV | Вільгельм IV | Вільгельм IV                  | Вільгельм IV                  |                               |                               |                               |                               |                           |                           |                                |                                |                                |                                |                                |                                |  |  |         |         |         |         |         |         |         |         |                           |                           |                           |                           | Марія Анна Португальська  | Марія Анна Португальська  | Марія Анна Португальська | Марія Анна Португальська | Марія Анна Португальська                    | Марія Анна Португальська                    |                                             |                                             |                                             |                                             |                                |                                |                                |                                |                               |                               |                               |                               |  |  |
|                       |                       |                       |                       |                       |                       |          |          |                                  |                                  |                                  |                                  |                                  |                                  |              |              |                               |                               |                               |                               |                               |                               |                           |                           |                                |                                |                                |                                |                                |                                |  |  |         |         |         |         |         |         |         |         |                           |                           |                           |                           |                           |                           |                          |                          |                                             |                                             |                                             |                                             |                                             |                                             |                                |                                |                                |                                |                               |                               |                               |                               |  |  |
|                       |                       |                       |                       |                       |                       |          |          |                                  |                                  |                                  |                                  |                                  |                                  |              |              |                               |                               |                               |                               |                               |                               |                           |                           |                                |                                |                                |                                | Шарлотта                       |                                |  |  |         |         |         |         |         |         |         |         |                           |                           |                           |                           |                           |                           |                          |                          |                                             |                                             |                                             |                                             |                                             |                                             |                                |                                |                                |                                |                               |                               |                               |                               |  |  |